# ۱۱۹۰ (میلادی)
در این صفحه وقایع مهم سال ۱۱۹۰ میلادی فهرست شده‌اند.

## وقایع مهم
- افتتاح دانشگاه پاریس به فرمان شاه فلیپ دوم پادشاه فرانسه در شهر پاریس.
- پیوستن سپاه فرانسه به فرماندهی پادشاه این کشور فلیپ دوم به جنگ‌های صلیبی.

## زادروزها
- زادروز فخر الدین ابوحامد عبدالحمید معروف به ابن ابی الحدید ادیب، متکلم، مورخ، شاعر فقیه شافعی و اصولی معتزلی و از علمای قرن هفتم هجری در شهر مداین.

## درگذشت‌ها
- درگذشت فردریش اول پادشاه آلمان و سرسلسله خاندان سلطنتی اشتاوفر معروف به بارباروسا.
- درگذشت افضل‌الدّین بدیل‌بن علی خاقانی شروانی متخلّص به خاقانی از جمله بزرگ‌ترین قصیده‌سرایان تاریخ شعر و ادب فارسی.